# Memphis Grizzlies
Memphis Grizzlies este un club de baschet din Memphis, Tennessee. Echipa face parte din Divizia Sud-vest a Conferinței de Vest din National Basketball Association (NBA). Grizzlies își joacă meciurile de acasă la FedExForum. Grizzlies sunt în prezent singura echipă din principalele ligi sportive profesionale nord-americane cu sediul în orașul Memphis și singura echipă profesionistă de baschet din statul Tennessee. Echipa a fost stabilită inițial în Canada ca Vancouver Grizzlies în orașul Vancouver, British Columbia, o echipă de expansiune care s-a alăturat NBA pentru sezonul 1995–96. După încheierea sezonului 2000-2001, Grizzlies au părăsit Vancouver și s-au mutat la Memphis.